# 远志狸藻
远志狸藻（學名：Utricularia polygaloides）為狸藻屬似一年生小型食虫植物。其种加词“polygaloides”来源于远志属的属名（Polygala）。远志狸藻存在于印度和斯里兰卡。其陆生于潮湿土壤中，海拔分布范围为0至1000米。1847年，迈克尔·帕克南·埃奇沃斯正式描述了远志狸藻。

## 外部連結
- 食虫植物照片搜寻引擎中远志狸藻的照片 （页面存档备份，存于）

 维基共享资源上的相關多媒體資源：远志狸藻
 維基物種上的相關：远志狸藻